# Teodora d'Èmesa
Teodora d'Èmesa   (segle V - valor desconegut) (grec antic: Θεοδώρα, Theodora fou una filòsofa de l'antiga Grècia natural d'Èmesa (Síria).
Teodora fou una intel·lectual que formà part d'un grup de seguidors del neoplatonisme en l'Alexandria de final del segle v i començament del vi. Va ser també deixebla d'Isidor de Gaza, i el filòsof Damasci li dedicà la seua obra Vida d'Isidor, també coneguda com a Història filosòfica, que havia escrit a petició d'ella.

## Biografia
Era filla de Cirina i Diògenes, i igual que Iàmblic, descendent del llinatge reial d'Èmesa. A començament del segle v, l'escola neoplatònica atenesa tenia seguidors entre els estudiants sirians i egipcis. Teodora, juntament amb els seus germans menors, estudià filosofia a l'escola d'Isidor a Alexandria. Això degué ocórrer cap a finals del 480, quan Isidor formava part dels cercles intel·lectuals d'Alexandria, o bé en la dècada següent després del seu retorn a Atenes. Teodora també destacà en poètica i gramàtica i fou una matemàtica versada en geometria i aritmètica superior.
Fou una neoplatònica del corrent de Iàmblic, per tant, una pagana convençuda. Segons escrigué Foci tres segles més tard, realitzà ritus pagans i teúrgics. Foci la descriu com una «hel·lena per persuasió religiosa» i dels seus avantpassats diu que eren «tots guanyadors del primer premi per impropietat idòlatra». La Vida d'Isidor, de Damasci, il·lustra la seua vida, el cercle filosòfic del qual, al qual va pertànyer Teodora, es desenvolupà entre final del segle v i començament del vi a Atenes, Alexandria i Afrodísias. No hi ha evidències que Teodora fugís a Pèrsia juntament amb Isidor, Damasci, Simplici, Priscià de Lídia, Eulami de Frígia, Hèrmies de Fenícia i Diògenes de Fenícia, després de l'ordre de Justinià I de tancar l'escola platònica d'Atenes el 529.

## Vida d'Isidor
Teodora també es formà amb Damasci, un altre deixeble d'Isidor i el darrer director de l'Escola neoplatònica d'Atenes. Damasci dedicà a Teodora la seua Vida d'Isidor, que havia escrit a petició seua. Aquesta obra, també coneguda com a Història filosòfica, l'escrigué entre els anys 517 i 526 i tracta sobre la vida de l'època i les comunitats neoplatòniques d'Alexandria i Atenes al final de l'antiguitat, i té com a eix central la biografia d'Isidor.  
Tot el que en resta dels seus 60 capítols són extractes conservats a la Biblioteca de Foci i en la Suda, i es considera una versió revisada de les notes que anà prenent durant els darrers 20 anys de formació. No són sempre transcripcions exactes. Foci comenta que Damasci «no escriu tant sobre la vida d'Isidor com sobre la de moltes altres persones, tant contemporànies com anteriors». També en recull les activitats de manera crítica. Polymnia Athanadassi descriu l'obra com «una apreciació crítica, sovint humorística, del caràcter i els èxits d'homes i dones individuals. En un context geogràfic, històric i polític ampli, es demostra que aquestes persones es mouen en dos mons dispars i sovint enfrontats, els del paganisme i el cristianisme». Però Edward Watts afirma que «la cultura filosòfica antiga no estava definida exclusivament per preocupacions religioses i vincles doctrinals». Els neoplatònics es formaren a si mateixos en una comunitat intel·lectual i espiritual unida per elements doctrinals comuns, una història compartida i relacions personals definides.